# Вітри перемін та інші історії
«Вітри перемін та інші історії» (англ. The Winds of Change and Other Stories) — збірка науково-фантастичних оповідань американського письменника Айзека Азімова, яку опублікувало в 1983 році американське видавництво «Doubleday».

## Зміст
| Назва                          | назва                | рік  | тема      |
| ------------------------------ | -------------------- | ---- | --------- |
| Про ніщо                       | About Nothing        | 1977 |           |
| Ідеальне покарання             | A Perfect Fit        | 1981 |           |
| Віра                           | Belief               | 1953 |           |
| Смерть фоя                     | Death of a Foy       | 1980 | фіґхут    |
| Справедливий обмін?            | Fair Exchange?       | 1979 |           |
| Для птахів                     | For the Birds        | 1980 |           |
| Знайшли!                       | Found!               | 1978 |           |
| Хороший смак                   | Good Taste           | 1976 |           |
| Як все сталось                 | How It Happened      | 1979 |           |
| Важко відмовитись від ілюзій   | Ideas Die Hard       | 1957 |           |
| Точка займання!                | Ignition Point!      | 1981 |           |
| Він наближається               | It Is Coming         | 1979 | Мультивак |
| Остання відповідь              | The Last Answer      | 1980 |           |
| Останній човен                 | The Last Shuttle     | 1981 |           |
| Щоб не пам'ятали               | Lest We Remember     | 1982 |           |
| Ніщо не дається задарма        | Nothing for Nothing  | 1979 |           |
| Всього один концерт            | One Night of Song    | 1982 | Азазел    |
| Посмішка, що приносить нещастя | The Smile that Loses | 1982 | Азазел    |
| Певна річ                      | Sure Thing           | 1977 | фіґхут    |
| З першого погляду              | To Tell at a Glance  | 1983 |           |
| Вітри перемін                  | The Winds of Change  | 1982 |           |